# Liste der Bodendenkmäler in Kirchdorf (Hallertau)
Auf dieser Seite sind die Bodendenkmäler in der niederbayerischen Gemeinde Kirchdorf zusammengestellt. Diese Tabelle ist eine Teilliste der Liste der Bodendenkmäler in Bayern. Grundlage ist die Bayerische Denkmalliste, die auf Basis des Bayerischen Denkmalschutzgesetzes vom 1. Oktober 1973 erstmals erstellt wurde und seither durch das Bayerische Landesamt für Denkmalpflege geführt wird. Die folgenden Angaben ersetzen nicht die rechtsverbindliche Auskunft der Denkmalschutzbehörde.

## Bodendenkmäler in Kirchdorf
| Lage                             | Objekt | Akten-Nr.     | Bild |
| -------------------------------- | --- | ------------- | ---- |
| Kirchdorf (Hallertau) (Standort) | Weitgehend verebneter Grabhügel vorgeschichtlicher Zeitstellung. | D-2-7237-0019 |      |
| Kirchdorf (Hallertau) (Standort) | Siedlung vor- und frühgeschichtlicher Zeitstellung. | D-2-7237-0020 |      |
| Kirchdorf (Hallertau) (Standort) | Siedlung vor- und frühgeschichtlicher Zeitstellung. | D-2-7237-0021 |      |
| Kirchdorf (Hallertau) (Standort) | Siedlung vor- und frühgeschichtlicher Zeitstellung. | D-2-7237-0022 |      |
| Kirchdorf (Hallertau) (Standort) | Verebnetes viereckiges Grabenwerk mit zwei Gräben und Siedlung vor- und frühgeschichtlicher Zeitstellung. | D-2-7237-0023 |      |
| Kirchdorf (Hallertau) (Standort) | Siedlung vor- und frühgeschichtlicher Zeitstellung. | D-2-7237-0024 |      |
| Kirchdorf (Hallertau) (Standort) | Siedlung vor- und frühgeschichtlicher Zeitstellung. | D-2-7237-0025 |      |
| Kirchdorf (Hallertau) (Standort) | Siedlung vor- und frühgeschichtlicher Zeitstellung. | D-2-7237-0026 |      |
| Kirchdorf (Hallertau) (Standort) | Siedlung vor- und frühgeschichtlicher Zeitstellung. | D-2-7237-0027 |      |
| Kirchdorf (Hallertau) (Standort) | Siedlung vor- und frühgeschichtlicher Zeitstellung. | D-2-7237-0028 |      |
| Kirchdorf (Hallertau) (Standort) | Siedlung vor- und frühgeschichtlicher Zeitstellung. | D-2-7237-0030 |      |
| Kirchdorf (Hallertau) (Standort) | Siedlung vor- und frühgeschichtlicher Zeitstellung. | D-2-7237-0031 |      |
| Kirchdorf (Hallertau) (Standort) | Untertägige mittelalterliche und frühneuzeitliche Befunde im Bereich der Kath. Kirche St. Petrus in Mantelkirchen, darunter die Spuren von Vorgängerbauten bzw. älteren Bauphasen sowie der aufgelassene historische Ortsfriedhof. | D-2-7237-0136 |      |
| Kirchdorf (Hallertau) (Standort) | Siedlung der Linear- und Stichbandkeramik. | D-2-7237-0207 |      |
| Kirchdorf (Hallertau) (Standort) | Untertägige mittelalterliche und frühneuzeitliche Befunde im Bereich der Kath. Pfarrkirche St. Elisabeth in Kirchdorf, darunter die Spuren von Vorgängerbauten bzw. älteren Bauphasen.                                             | D-2-7237-0210 |      |
| Kirchdorf (Hallertau) (Standort) | Burgstall des Mittelalters. | D-2-7237-0235 |      |